# Thiat
Thiat este o comună în departamentul Haute-Vienne din centrul Franței. În 2009 avea o populație de 178 de locuitori.

## Evoluția populației
| An        | 1975 | 1982 | 1990 | 1999 | 2006 | 2009 |
| --------- | ---- | ---- | ---- | ---- | ---- | ---- |
| Populație | 287  | 254  | 248  | 213  | 192  | 178  |